# Aislamiento temporal

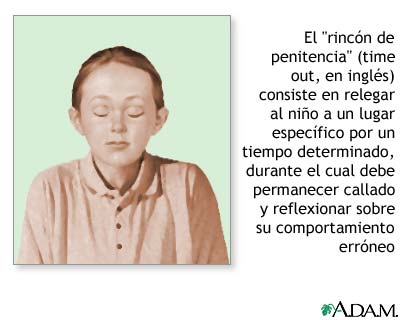
El "rincón de penitencia" (time out en inglés) es una forma de castigo utilizada por los padres o maestros en respuesta a una conducta indeseable por parte de los niños. Cuando a los niños se les manda al "rincón de penitencia" se les ubica en algún lugar designado para sentarse por cierto período a reflexionar sobre su Comportamiento. El "rincón de penitencia" es una técnica disciplinaria efectiva en la que no se utiliza castigo físico.

El Aislamiento temporal es una técnica utilizada por los padres y los maestros en respuesta a comportamientos no deseados entre los niños. Esta técnica implica el retiro del niño del ambiente y las actividades en las que ocurrió el comportamiento inapropiado o no deseado para colocarlo en un lugar específico durante un tiempo determinado, para que esté quieto y reflexione sobre su comportamiento.
Este tiempo de reflexión es una técnica disciplinaria efectiva que no utiliza el castigo físico. Los profesionales han informado que al evitar el castigo físico es posible prevenir que los niños aprendan que la violencia física o el dolor físico es apropiado para el logro de los resultados deseados.
Los niños aprenden a evitar ese "tiempo de reflexión" no incurriendo en los comportamientos que dieron lugar a tal medida disciplinaria o que producen tal advertencia.

## Información
¿Cómo utilizar el "aislamiento temporal"?
1. Se debe buscar un lugar de la casa apropiado para el "aislamiento temporal" como una silla en el corredor o una esquina de la casa. El lugar escogido no debe ser demasiado encerrado, oscuro o aterrador; debe también ser un lugar que no tenga una distracción potencial como en el frente del televisor, del computador o un área de juego, pues el objetivo del aislamiento temporal es que el niño se aburra y no que se asuste.
2. Se recomienda conseguir un cronómetro que suene alto y establezca un tiempo determinado, por lo general se recomienda UN MINUTO POR EL NÚMERO DE AÑOS DEL NIÑO, este tiempo no debe ser mayor a cinco minutos.
3. Cuando el niño muestre un comportamiento inapropiado, se le debe explicar clara y concretamente qué es un comportamiento inapropiado y además pedirle que deje de comportarse así. Se le debe advertir al niño de las consecuencias si continúa con el mismo comportamiento como es el sentarse en una silla para un aislamiento temporal. Se recomienda premiar al niño si deja de comportarse inapropiadamente.
4. Si el hijo ha merecido un aislamiento temporal, se le debe explicar el porqué y asegurarse de que entienda las reglas. Se deben dar las instrucciones sólo una vez y no perder el control, pues si se continúa reprendiendo al niño, se le da demasiada atención. Se le debe guiar hasta el lugar donde debe pasar el aislamiento temporal utilizando la fuerza física si es necesario (por ejemplo levantándolo y llevándolo al lugar), pero nunca se le deben dar palmadas ni se debe lastimarlo físicamente. Si el hijo no se queda sentado en la silla, se lo sostiene desde la parte de atrás sin dirigirle la palabra, pues el hacerlo es darle atención.
5. Se debe fijar el tiempo en el cronómetro. Si el niño hace algún ruido o no se comporta, se debe fijar el tiempo nuevamente, si se para de la silla, se le debe llevar nuevamente a la silla y fijar el tiempo otra vez. El niño debe estar en silencio y comportarse hasta que el cronómetro suene.
6. Una vez el cronómetro suene, el niño se puede levantar y seguir con sus actividades. Se deben suspender las quejas y olvidar el incidente, pues el niño ya ha pagado su aislamiento temporal, así que no hay necesidad de seguir discutiendo acerca del comportamiento inapropiado.

## Créditos
Este artículo contiene texto o imágenes de MedLine Plus.gov, que por ser trabajo de una entidad del gobierno de Estados Unidos está en dominio público.
- Datos: Q5687036